# 11ª Brigata "Yiftah"
La Brigata Yiftah (chiamata anche Brigata Yiftach o 11ª Brigata nella guerra arabo-israeliana del 1948) è stata una brigata israeliana di fanteria, composta principalmente di veterani della Sayeret Egoz.
Era articolata su tre battaglioni del Palmach e sul 54º Battaglione Esploratori (Le Volpi di Sansone).

## Operazioni militari israeliane cui partecipò la BrigataYiftah
- Operazione Yiftah
- Operazione Yoram
- Operazione Dani
- Operazione Yoav
- Metzudat Koach